# Jolanta Walezjuszka
Yolande de Valois (ur. 23 września 1434 w Tours, zm. 23 sierpnia 1478 w Chambéry) – księżniczka francuska oraz od śmierci jej teścia – księcia Ludwika I (29 stycznia 1465) księżna Sabaudii. Sprawowała regencję imieniu niezdolnego do sprawowania rządów z powodu choroby męża Amadeusza IX (1466–1469, 1471–1472) i w imieniu małoletniego syna Filiberta I (od 1472 do śmierci).
Urodziła się jako trzecia córka (piąte spośród czternaściorga dzieci) króla Francji Karola VII Zwycięskiego i jego żony królowej Marii Andegaweńskiej. Jej młodszym bratem był kolejny król Francji Ludwik XI. 
W 1452 poślubiła przyszłego księcia Sabaudii – Amadeusza IX. Małżeństwo miało dziesięcioro dzieci:
- Ludwika (1453–1453)
- Annę (1455–1480)
- Karola (1456–1471), księcia Piemontu
- Marię (1461–1511)
- Ludwikę (1462–1503), klaryskę
- Filiberta I Myśliwego (1465–1482), kolejnego księcia Sabaudii
- Bernarda (1467–1467)
- Karola I Wojownika (1468–1490), również przyszłego księcia Sabaudii
- Jakuba Ludwika (1470–1485), hrabiego Genevois
- Jana Klaudiusza Galleazzo (1472–1472)

Księżna została pochowana Katedrze Świętego Euzebiusza w Vercelli.